# Ronny Tekal

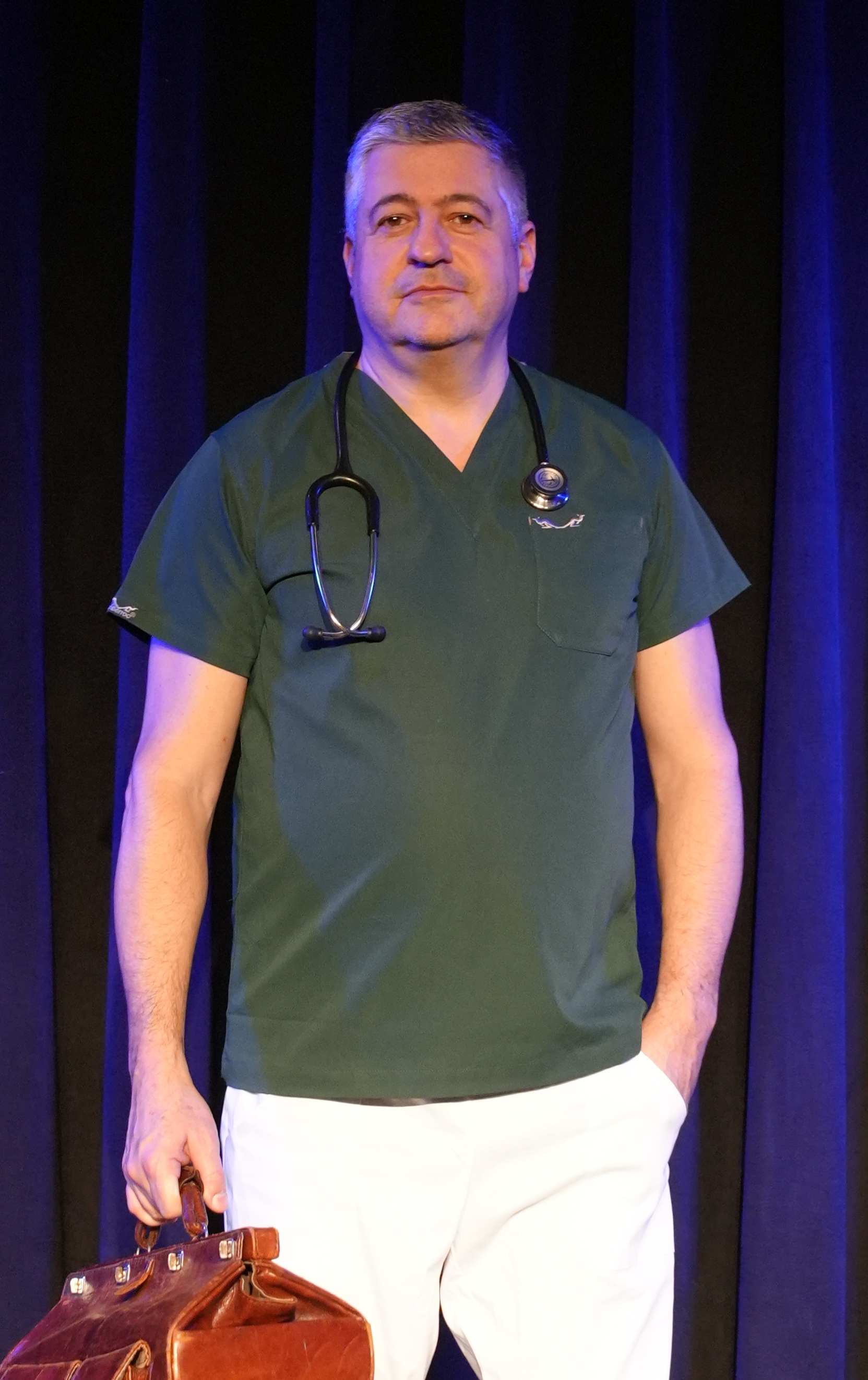
Ronny Tekal 2024

Ronny Tekal (* als Ronny Teutscher am 23. Juli 1969 in Wien) ist ein österreichischer Arzt, Kabarettist, Medizinjournalist, Radiomacher, Buchautor und Mitbegründer des Medizinkabaretts Peter & Tekal.

## Biografie
Tekal studierte Medizin an der Universität Wien und promovierte 1995 zum Doktor der gesamten Heilkunde. Seit 2000 ist er Arzt für Allgemeinmedizin. Er lebt in Mauerbach bei Wien.
Bereits während des Studiums komponierte er Singspiele für Schulklassen, sowie das Musical Hospital, das 1992 in Wien Premiere hatte. Es folgten Kompositionen für Musicals der Kindertheatergruppe Die Stachelbären am Wiener Theater am Alsergrund, unter der Leitung von Andreas Hutter, sowie für das Stück Coccinella des Theater Impetus.

## Medizinkabarett
1995 gründete er gemeinsam mit dem Kommunikationswissenschaftler Norbert Peter das Kabarett-Duo Peter & Teutscher. Seit 2006 hat sich die Formation ausschließlich auf medizinische Themen konzentriert und dafür die Bezeichnung Medizinkabarett gewählt. Ähnlich, wie die deutschen Ärzte und Kabarettisten Eckart von Hirschhausen, Lüder Wohlenberg oder Ludger Stratmann steht die satirische Auseinandersetzung mit Ärzten, Patienten und dem medizinischen System im Mittelpunkt der Werke. Zudem finden sich auch Elemente des vom Österreichischen Psychologen Bernhard Ludwig kreierten Seminarkabaretts.
2000 waren sie beim Wiener Goldenen Kleinkunstnagel als beste österreichische Teilnehmer Sieger in der Publikumswertung, zweimal erhielten sie den Münchner Kabarett Kaktus.
2013 wurde der Name des Kabarett-Duos auf Peter & Tekal geändert.
Ein Porträt der Künstler mit Auszügen aus ihren Programmen wurde 2001 mehrfach in ORF und 3sat gezeigt, das Programm Seitensprung auch auf Premiere Austria. 2013 folgte auf ORF III im Rahmen der Hyundai Kabarett-Tage die Ausstrahlung des Programms Patientenflüsterer. 2016 war er mit Echt krank! im Rahmen von Kabarett im Turm im ORF zu sehen.
Tekal ist Mitarbeiter der ORF Hörfunk-Wissenschaftsredaktion, Autor, Sprecher und Gestalter von Beiträgen für Ö1, vor allem beim Ö1-Radiodoktor. Seit 2024 ist Tekal Leiter der Ö1 Gesundheitsredaktion "Am Puls".
Seit 2008 erscheint wöchentlich seine Satire-Kolumne Nebenwirkungen bei der Ärzte-Woche (Springer-Verlag).

## Engagement gegen den plötzlichen Herztod
Als Gründungsmitglied von PULS – Verein zur Bekämpfung des plötzlichen Herztodes stand Tekal der Organisation zwischen 2008 und 2013 vor. In dieser Zeit wurden im Rahmen dieser Initiative neben Großveranstaltungen zur Ersten-Hilfe in Wien die ersten öffentlich zugänglichen Defibrillatoren für Laien (AED) installiert. Das Ziel, Wien herzsicher zu machen, wurde gemeinsam mit der Stadt Wien und den großen Rettungsverbänden umgesetzt. Im Jahr 2013 waren es über 300 Defibrillatoren, die an U-Bahn-Stationen, in Einkaufszentren, am Flughafen, in öffentlichen Gebäuden oder in Polizeidienststellen im Defi-Netzwerk in Wien registriert waren. Am 4. Deutschen Interdisziplinären Notfallmedizin Kongress 2013 wurde die Präsentation der PULS-Kampagne Wien wird HERZsicher mit dem ersten Platz ausgezeichnet.
Tekal erhielt gemeinsam mit dem zweiten PULS-Gründer Notfallmediziner Roman Fleischhackl von der Wiener Stadtregierung den Helfer-Wiens-Preis 2013.

## Bühnen-Programme
- 1995 Wos is?
- 1996 Doktorspiele
- 1997 High Noon im Bau
- 1998 Psycho
- 1999 2 Männer und 1 Baby
- 2001 Nie wieder Sex
- 2002 Frau Kratochwill plaudert – Die Talkshow
- 2003 Seitensprung
- 2004 Frau Kratochwill erklärt die Welt
- 2005 Betriebsklima – Die Wettershow (gemeinsam mit dem TV-Moderator und Meteorologen Andreas Jäger)
- 2006 Doktors Best
- 2007 Nebenwirkungen
- 2009 Nachtdienst
- 2011 Patientenflüsterer
- 2012 Weih-Nacht-Dienst
- 2013 Verarzten kann ich mich selber
- 2016 Echt krank
- 2018 Gesund gelacht – Best of
- 2020 Was schluckst du…?
- 2023 Wechselwirkung
- 2024 Das höchste Gut

## Veröffentlichungen

### DVDs
Parallel zu den Bühnenshows wurden DVDs zu den Programmen Seitensprung, Doktors Best, Nebenwirkungen, Nachtdienst, sowie Patientenflüsterer und „Verarzten kann ich mich selber“ herausgegeben.

### Bücher
In Kooperation mit Norbert Peter und Claus Schönhofer entstand im Jahr 2013 das Satire-Buch Ich lass mich doch nicht verarzten im Wiener Verlag Braumüller. Im selben Jahr erschien das humorvolle Sachbuch Sorry, das waren die Hormone! ISBN 978-3-280-05498-7 im Schweizer Verlag Orell Füssli, über das die Freundin schrieb: „Der Ratgeber liefert seitenweise Aha-Erlebnisse und liest sich dabei so lustig, wie eine Jan Weiler-Kurzgeschichte.“ (Freundin. 11. September 2013.)
2015 erschien Sorry, das war ich nicht, das war mein Körper: eine Gebrauchsanweisung ISBN 978-3-280-05563-2.
2018 erschien im Springer-Verlag ein Sammelband mit den besten Kolumnen aus der ÄrzteWoche der letzten 10 Jahre Nebenwirkungen. Über Halbgötter mit heruntergezogener Hose und andere Gesundheitsrisiken ISBN 978-3-662-57278-8.
2023 erschien Die innere Apotheke. Die beste Medizin steckt in uns selbst: So aktivierst du deine Selbstheilungskraft! ISBN 978-3-99060-348-2 im Goldegg Verlag.